# 羽叶紫堇
羽叶紫堇（学名：Corydalis pinnata）为罂粟科紫堇属下的一个种。

## 扩展阅读
- 維基物種上的相關：羽叶紫堇